# انتخابات الرئاسة البرازيلية 2006
انتخابات الرئاسة البرازيلية 2006 هي انتخابات رئاسية جرت في 2006، في البرازيل، لانتخاب رئيس البرازيل.
فاز بالانتخابات لويس إيناسيو لولا دا سيلفا.